# Боровська сільська рада (Крутіхинський район)
Боровська́ сільська рада (рос. Боровской сельский совет) — сільське поселення у складі Крутіхинського району Алтайського краю Росії.
Адміністративний центр — село Борове.

## Населення
Населення — 687 осіб (2019; 638 в 2010, 767 у 2002).

## Склад
До складу сільської ради входять:
| Населений пункт | Населення, осіб (2002) | Населення, осіб (2010) |
| --------------- | ---------------------- | ---------------------- |
| Борове, село    | 501                    | 402                    |
| Масляха, селище | 266                    | 236                    |